# Iszujab III
Iszujab III także Iszujab z Adiabeny (ur. 580, zm. 658) – Katolikos-Patriarcha Wschodu, metropolita Adiabeny oraz biskup Niniwy.

## Życiorys
Urodził się w 580 roku, w Kuflanie (syr. Kuphlānā), w chrześcijańskiej rodzinie bogatego perskiego kupca Bastumaga, który był częstym gościem zakonu w Bet Abe. Edukację pobierał w szkole nisibiskiej. W roku 628 został biskupem Niniwy, a w 637 metropolitą Adiabeny. Pełniąc tę funkcję uniemożliwił budowę kościoła przez lokalną społeczność monofizycką, pomimo wsparcia z silnie monofizyckiego Tikritu; wedle Bar Hebraeusa posługiwał się łapówkami, aby dopiąć celu. Był członkiem delegacji poselskiej perskiej królowej Boranducht do cesarza Herakliusza. Historyk At-Tabari dodaje, iż Iszujab negocjował z przedstawicielami cesarstwa zwrot krzyża Chrystusa. Przebywając w Antiochii wykradł z kościoła szkatułę zawierającą szczątki apostołów, którą po powrocie darował konwentowi w Bet Abe. Po śmierci Maremeha w 650 roku został wybrany patriarchą. 
Po podboju arabskim Iszujab opuścił Ktezyfon i przeniósł swoją rezydencję do Bet Abe, gdzie próbował założyć szkołę teologiczną. Mnisi, przewodzeni przez opata Kamiszu, stanęli w obronie swoich ascetycznych praktyk, co zmusiło Iszujaba do zaniechania planów i przeniesienia się do rodzimej Kuflany. 
Walczył z próbami oderwania prowincji perskiej od Kościoła – jego rywal, Szymon z Rewardasziru, spisał kodeks w języku perskim, mający usankcjonować odrębność swej władzy; patriarcha skutecznie odwiódł metropolitę od takiego kroku, najpierw pisząc doń listy, a następnie, odwiedziwszy osobiście, przekonując do zaakceptowania supremacji Ktezyfonu. 
Podjął bezowocne starania, aby nie dopuścić do przyjęcia islamu przez plemiona arabskie z Omanu i Bahrajnu. 
W ostatnich chwilach towarzyszył mu autor historii Kościoła, Eliasz z Antiochii Margiańskiej.

## Dzieła
Iszujab prócz traktatów, kazań i listów był autorem biografii zmarłego w 620 roku mnicha Iszusabrana, zaratusztriańskiego konwertyty zamęczonego za panowania Sasanidów. Jego dzieło "Obalenie (heretyckich) opinii" (syr. Huppākh Hushshābhē) dedykowane biskupowi Bet Lapat (Gundeszapuru) Jochananowi nie zachowało się. W listach do metropolity Rewardasziru  podsumował przekonania o prymacie Wschodu. 
Za pontyfikatu skomponował wraz z mnichem Chnaniszu kancjonał Hudhrā – na jego podstawie rok kościelny został podzielony na osiem części: zwiastowanie, narodzenie, objawienie, post, rezurekcję, apostoła, lato, Eliasza, Mojżesza i konsekrację Kościoła. Iszujab zreformował także statuty szkoły nisibiskiej – dzięki temu, prócz dogmatów, egzegez, prawa kanonicznego i liturgii nauczano także filozofii, medycyny, logiki i muzyki.